# 源代码编辑器
源代码编辑器是程序员用于编写计算机程序的文本编辑器。它通常是一个独立的应用程序，或是作为集成开发环境的一部分存在，或者是一个运行于浏览器中的网页编辑器。由于程序员的主要任务就是编写代码，因此源代码编辑器也就成为了最为重要的编程工具。

## 特性
源代码编辑器通常能够简捷快速地输入代码，而且包含了很多功能，如语法高亮、自动缩进、自动完成、自动补全等功能。
这些编辑器通常还提供一些便捷的方式来调用编译器、解释器、调试器，或者其他与软件开发流程相关的程序。
尽管有很多的文本编辑器可以用来编写代码，但是如果它们的功能不够强大，不能进行一些自动化的操作，不能减轻编码的负担，
它们依然不能被称为源代码编辑器，最多也就是能够编辑源码的文本编辑器罢了。
结构编辑器是另一种形式的源代码编辑器，它不是直接编辑原生的代码，而是操作代码的整体结构，通常是抽象语法树。

## 一些著名的源代码编辑器
- Atom
- Eclipse
- Emacs（跨平台，包括Unix、Linux、Mac OS X、Windows）
- Geany（跨平台，包括Unix、Linux、Mac OS X、Windows）
- Gedit（跨平台，包括Linux、Mac OS X、Windows）
- IntelliJ IDEA的内置编辑器（Windows, Linux, Mac OS X）
- Microsoft Visual Studio的内置编辑器（Windows）
- NetBeans
- Notepad++（Windows）
- Sublime Text（跨平台，包括Linux、Mac OS X、Windows）
- TextMate（Mac OS X）
- vi/Vim（跨平台，包括Unix、Linux、Mac OS X、Windows）
- Visual Studio Code（跨平台，包括Linux、Mac OS X、Windows）

## 争论
关于“谁是最好的编辑器？”这一争论从来就没有停止过，甚至有人还将其称为是一场“圣战”。
著名的例子包括 vi 和 Emacs 之间的比较，Eclipse 与 NetBeans 的比较。
每当某一种编辑器被广泛讨论的时候，这些争论也就随之而起，由此也形成了一种非常重要的互联网文化。